# Lễ hội Đại phan
Lễ hội đại phan hay cầu mùa là một lễ hội của người đồng bào dân tộc Sán Dìu, Hoa và Ngái. Trong tín ngưỡng, tâm linh có ý nghĩa là một lễ cầu an, cầu mùa, xua đuổi tà ma, dịch bệnh. Đại phan tích hợp nhiều yếu tố văn hóa đặc trưng về phong tục, tập quán, nghi thức thờ cúng, ca - múa - nhạc, mỹ thuật.

## Các hoạt động chính
Lễ hội gồm: 
- Lễ rước Thành hoàng từ trung tâm lễ hội đến bãi biển rồi quay lại
- Lễ dựng cây phan (cây nêu)
- Hát Soọng cô
- Tục chém súc hiến tế (chém lợn, chém bò)
- Leo gươm và đi trên than hồng
- Nghi thức cấp sớ điệp sắc phong cho thầy cúng

## Sự mai một
Do nhiều nguyên nhân, Đại phan đã bị mai một khoảng hơn 60 năm nay.